# Batalla de Xiangyang (191)
La batalla de Xiangyang en el 191 va ser una batalla entre Sun Jian i Liu Biao durant el preludi dels període dels Tres Regnes en Xina. Liu Biao eixí victoriós front a les forces de Sun Jian. poc després de la seva coalició havia derrocat Dong Zhuo de la ciutat capital, Luoyang, Yuan Shu i Yuan Shao, dos senyors feudals que rivalitzen pel poder, ha format aliances contra els uns contra els altres, amb Sun Jian i Gongsun Zan donant suport a Yuan Shu mentre Cao Cao i Liu Biao donaven suport a Yuan Shao. Yuan Shu demana a Sun Jian que ataqui Liu Biao per a extingir la influència de Yuan Shao a la meitat sud de la Xina. Encara que les forces Sun Jian van sobrepassar en poder a les de Liu Bao, Sun Jian fou mort en batalla, cosa que obligà a les seues tropes a retirar-se.

## Batalla
Sun Jian i les seves forces es van topar amb les forces del general Liu Biao, Huang Zu, entre Fancheng i Deng (prop de l'actual Xiangyang). Allí, Sun fàcilment derrota les forces de Huang per acabar envoltant la ciutat de Xiangyang. Dins dels límits de la ciutat, Liu Biao de nou decideix d'enviar Huang Zu a lluitar, aquesta vegada. Això no obstant, Huang és novament derrotat, i quan tracta de retirar-se, a la ciutat una vegada més, Sun Jian va tallar la seva línia de retirada, i ell va fugir al Mont Xian. Sun va perseguir Huang, amb l'esperança de tenir èxit en la caça. Segons la biografia oficial de Sun Jian en el Registres dels Tres Regnes, ell va ser fatalment ferit per una fletxa disparat per un soldat de la unitat de Huang Zu, que estava amagat en una arbreda de bambú. Els homes de Sun se'l van emportar del camp de batalla i més tard va morir a causa de la ferida. Algunes teories sobre la mort de Sun Jian inclouen a Sun sent mort mentre lluitava en terra salvatge, o sent aixafat fins a la mort per roques que l'enemic rodava des de dalt.